# Thyreogonia costata
Thyreogonia costata är en skalbaggsart som beskrevs av Lucas 1858. Thyreogonia costata ingår i släktet Thyreogonia och familjen Cetoniidae. Inga underarter finns listade i Catalogue of Life.